# 얼스터 방위연대
얼스터 방위연대(Ulster Defence Regiment; UDR)는 영국 육군의 보병 연대로 1970년 발족하였다. 영국 육군에서 가장 큰 보병연대로, 창설 당시 7개 대대로 이루어져 있었으며 이후 2년 사이 4개 대대가 추가되었다.
1992년 UDR은 왕립 아일랜드 레인저 연대와 합하여 왕립 아일랜드 연대를 구성함으로써 사라졌다.